# Bokermannohyla circumdata
Bokermannohyla circumdata är en groddjursart som först beskrevs av Cope 1871.  Bokermannohyla circumdata ingår i släktet Bokermannohyla och familjen lövgrodor. IUCN kategoriserar arten globalt som livskraftig. Inga underarter finns listade.

## Bildgalleri

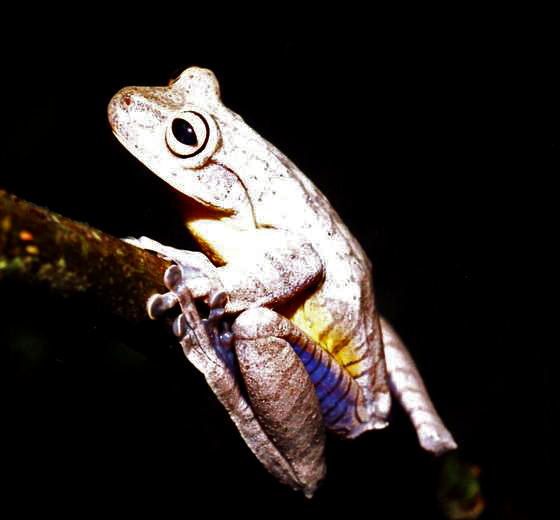
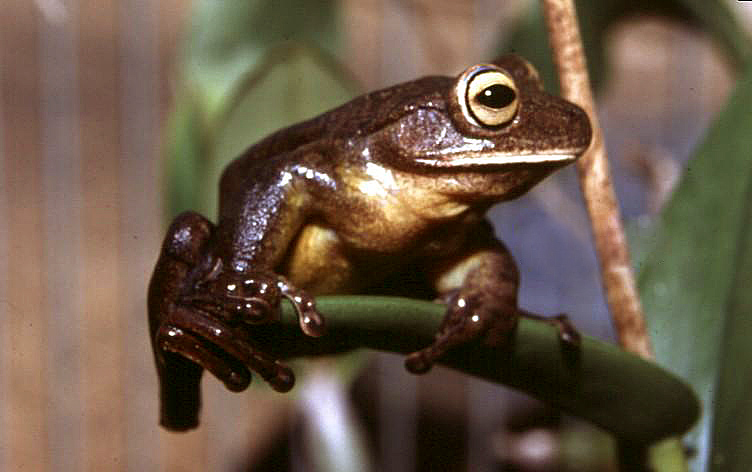